# Francisco Coll y Guitart
Svatý Francisco Coll y Guitart, v nekoři  Francesc Coll i Guitart, (18. května 1812, Gombrèn – 2. dubna 1875, Vic) byl ptačí katolický duchovní, člen řádu dominikánů a zakladatel kongregace.

## Život
Narodil se 18. května 1812 v Gombrèn. Byl poslední z deseti dětí. Ve věku deseti let byl poslán do semináře ve Vicu. Vystudoval roku 1830 a téhož roku vstoupil do Řádu kazatelů v Gironě. Po složení slavných slibů byl roku 1831 vysvěcen na jáhna. Roku 1835 byli řády násilně potlačovány a bratr Francisco, byl nucen opustit klášter a stal se sekulárním dominikánem.
Na kněze byl vysvěcen 28. května 1836. Po vysvěcení nabídl služby svému biskupovi a 40 let vykonával službu misionáře ve farnostech na severovýchodě Španělska. Byl kazatelem lidových misií. Modlil se dlouhé hodiny a věnoval hodně času k přípravě kázání. Spolupracoval s diecézními knězi, jezuity, klaretiány, augustiniány a také s dominikány. Se svým přítelem Svatým Antoniem Maríou Claretem založil Apoštolské přátelství pro evangelizaci roku 1846.
Kázal pro řeholnice, vězně, děti, navštěvoval nemocné a vždy nabázel k velké úctě k Panně Marii. Jeho úplná důvěra v Boha a apoštolská horlivost ho motivovalo shromáždit skupinu žen které se rozhodli, následovat Kristovo volání. Roku 1850 byl jmenován ředitelem Sekulárního řádu dominikánských terciářů. Umožnil mu založit roku 1856 Sestry dominikánky od Zvěstování Panny Marie které řešily problémy křesťanské formace dívek. Před svou smrtí ztratil zrak. Zemřel 2. dubna 1875 ve Vicu. Jeho tělo bylo vystavěno v kapli a poté bylo pohřbeno na místní hřbitov. Později byly ostatky přesunuty do kaple v mateřském domu kongregace. Blahořečen byl 29. dubna 1979 papežem sv. Janem Pavlem II. a svatořečen 11. října 2009 papežem Benediktem XVI.